# Tlazolteotl

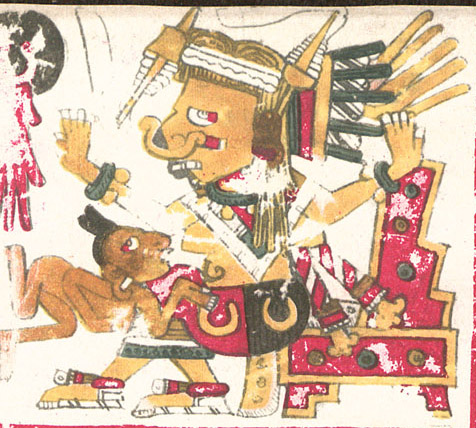
Tlazoteotl 7

Tlazolteotl (”smutsgudinnan”) var i mytologin hos aztekindianerna en gudinna som förknippades med erotik: hon var bastubadets, den erotiska lustens och biktens gudinna, och äktenskapsbrytarnas beskyddare.